# Thuyền rồng tại Đại hội Thể thao châu Á 2022 – 1000m Nam
Nội dung thi đấu thuyền rồng 1000m nam tại Đại hội Thể thao châu Á 2022 được tổ chức vào ngày 6 tháng 10 năm 2023.

## Lịch thi đấu
Tất cả các giờ đều là Giờ chuẩn Trung Quốc (UTC+08:00)
| Ngày                         | Thời gian | Nội dung  |
| ---------------------------- | --------- | --------- |
| Thứ Sáu, 6 tháng 10 năm 2023 | 09:00     | Heats     |
| Thứ Sáu, 6 tháng 10 năm 2023 | 10:10     | Bán kết   |
| Thứ Sáu, 6 tháng 10 năm 2023 | 11:20     | Chung kết |

## Đội hình thi đấu
| Campuchia | Trung Quốc | Đài Bắc Trung Hoa | Hồng Kông |
| --- | --- | --- | --- |
| - Cheat Nisith - Horl Dale - La Soknim - Leng Sothea - Ly Mouslim - Ly Torhieth - Meas Sam Oun - Meas Sinat - Ok Mathel - San Makara - Sin Visal - Sothea Lyhieng - Vorn Phanet - Vutha Ratana                                 | - Chen Fangjia - Chen Zihuan - Feng Chaochao - Li Chuan - Liu Yu - Lü Luhui - Shu Liang - Sun Jiahao - Wang Liang - Wang Xiaodong - Yang Hailei - Yu Haijie - Zhang Zhicheng - Zheng Jiaxin                              | - Chen Rui-huang - Chen Tsung - Chen Tzu-hsien - Chien Cheng-yen - Chou Chih-wei - Chou En-ping - Hsieh Chang-yi - Lin Min-hao - Lin Sheng-ru - Lu En - Tseng Hsiang-hsuan - Tuan Yen-yu - Wu Chen-po - Wu Chun-chieh                                                                                                  | - Ho Pui Lun - Huen Kui Chun - Hung Tsz Hin - Keung Tsz Lok - Ko Kit Wang - Lam Ho Tsun - Lau Chin Ho - Justin Lau - Lee Kin Ho - Li Cai - Mak Tik Weng - Sim Shing Ho - Tang Ho Chung - Wong Ka Ho                           |
| Indonesia | Ma Cao | Malaysia | Myanmar |
| - Joko Andriyanto - Muh Burhan - Tri Wahyu Buwono - Yuda Firmansyah - Mugi Harjito - Harjuna - Andri Agus Mulyana - Angga Suwandi Putra - Maizir Riyondra - Dedi Saputra - Indra Tri Setiawan - Sofiyanto - Sutrisno - Zubakri | - Chan Chi Hang - Chan Ka Meng - Cheang Ka Lok - Fong Chi Long - Ho Seong U - Ho Song Hei - Ieong Meng Ut - Lam Chon Wong - Lam Wa Heng - Lei Man U - Loi Chi On - Lok Weng Long - Sou Pak Hou - Wu Pou Fai              | - Ridzuan Abdul Aziz - Nur Rahman Abdullah - Adib Kamaruzrizan - Ahmad Azfaruddin Lukman - Montoya Raw Michael - Nazrin Najib - Nik Afiq Nik Mazli - Ahmad Ariff Rasydan - Bahij Rabbani Rizal - Mirza Adli Shaharaziz - Shahrin Haziq Shahbireen - Khairul Naim Zainal - Ahmad Amir Khan Zainalabadin - Aiman Zamberi | - Hein Soe - Htoo Htoo Aung - Myint Ko Ko - Myo Hlaing Win - Naing Lin Oo - Pyae Phyo Thant - Pyae Sone Aung - Saw Kaung Kaung San - Saw Moe Aung - Saw Niang Lin Kyaw - Thant Zin Oo - Tin Ko Ko - Yu Ya Maung - Zaw Zaw Tun |
| CHDCND Triều Tiên | Hàn Quốc | Thái Lan | |
| - Choe Kwang-ryong - Ho Jin-bom - Hwang Chol-song - Jon Chung-hyok - Kim Chol-hyok - Kim Jin-il - Kim Kyong-guk - Kim Sok-chol - O In-guk - Ri Hun - Ri Yong-hyok - Yang Chol-jin - Yun Kyong-il - Yun Yong-ho                 | - An Hyun-jin - Cho Young-bhin - Gu Ja-uk - Hwang Min-gyu - Kang Shin-hong - Kim Hwi-ju - Kim Hyun-soo - Kim Young-chae - Lee Jae-young - Lee Je-hyeong - Oh Hae-seong - Park Cheol-min - Shin Dong-jin - Sim Hyoun-joon | - Sukon Boonem - Kasemsit Borriboonwasin - Chaiyakarn Choochuen - Suradet Faengnoi - Pornprom Kramsuk - Natthapon Kreepkamrai - Suwan Kwanthong - Phatthara Sangdet - Somchai Sangmuang - Chitsanupong Sangpan - Nopphadol Sangthuang - Vinya Seechomchuen - Pornchai Tesdee - Phakdee Wannamanee                      | |

## Kết quả

### Heat
- Vòng loại: 1 + Thời gian tốt nhất → Chung kết (CK), Nghỉ → Bán kết (BK)

#### Heat 1
| Thứ hạng | Đội       | Thời gian | Ghi chú |
| -------- | --------- | --------- | ------- |
| 1        | Indonesia | 4:31.790  | CK      |
| 2        | Myanmar   | 4:31.826  | CK      |
| 3        | Malaysia  | 4:36.867  | BK      |
| 4        | Hàn Quốc  | 4:42.777  | BK      |
| 5        | Ma Cao    | 4:43.550  | BK      |
| 6        | Hồng Kông | 5:00.569  | BK      |

#### Heat 2
| Thứ hạng | Đội               | Thời gian | Ghi chú |
| -------- | ----------------- | --------- | ------- |
| 1        | Trung Quốc        | 4:32.041  | CK      |
| 2        | Thái Lan          | 4:32.528  | BK      |
| 3        | Đài Bắc Trung Hoa | 4:42.709  | BK      |
| 4        | CHDCND Triều Tiên | 4:45.162  | BK      |
| 5        | Campuchia         | 4:45.739  | BK      |

### Bán kết
- Vòng loại: 1 + Thời gian tốt nhất → Chung kết (CK), Nghỉ → Chung kết nhỏ (MF)

#### Bán kết 1
| Rank | Team      | Time     | Notes |
| ---- | --------- | -------- | ----- |
| 1    | Hàn Quốc  | 4:36.804 | GF    |
| 2    | Thái Lan  | 4:40.181 | MF    |
| 3    | Ma Cao    | 4:55.903 | MF    |
| 4    | Hồng Kông | 5:10.947 | MF    |

#### Bán kết 2
| Rank | Team              | Time     | Notes |
| ---- | ----------------- | -------- | ----- |
| 1    | CHDCND Triều Tiên | 4:37.399 | GF    |
| 2    | Đài Bắc Trung Hoa | 4:38.266 | GF    |
| 3    | Malaysia          | 4:42.420 | MF    |
| 4    | Campuchia         | 4:45.093 | MF    |

### Chung kết

#### Trận chung kết nhỏ
| Thứ hạng | Đội       | Thời gian |
| -------- | --------- | --------- |
| 1        | Malaysia  | 4:40.912  |
| 2        | Thái Lan  | 4:40.952  |
| 3        | Ma Cao    | 4:44.989  |
| 4        | Campuchia | 4:47.379  |
| 5        | Hồng Kông | 4:49.389  |

#### Trận chung kết
| Thứ hạng | Đội               | Thời gian |
| -------- | ----------------- | --------- |
| 1        | Indonesia         | 4:31.135  |
| 2        | Trung Quốc        | 4:31.182  |
| 3        | Myanmar           | 4:32.959  |
| 4        | CHDCND Triều Tiên | 4:33.325  |
| 5        | Hàn Quốc          | 4:33.679  |
| 6        | Đài Bắc Trung Hoa | 4:35.812  |